# Ralph Stengler

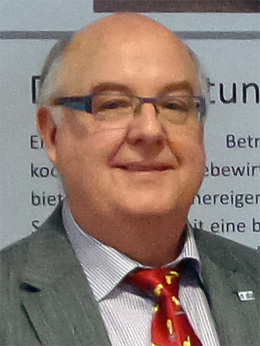
Ralph Stengler (2015)

Ralph Klaus Stengler (* 12. Mai 1956 in Kirberg, Hessen) ist ein deutscher Physiker, Hochschullehrer und Hochschulpräsident.

## Leben
Ralph Stengler studierte nach Abitur und Grundwehrdienst von 1977 bis 1984 Physik an der Johannes Gutenberg-Universität Mainz und der Rheinischen Friedrich-Wilhelms-Universität Bonn. 1988 wurde er mit einer Dissertation zur Messung des Landé-Faktors von Wasserstoffmolekülionen an der Universität Mainz promoviert. Anschließend war er in der Industrie im Prozessmanagement und Materialqualitätsmanagement tätig. 
Seit dem Jahr 1991 ist er Professor für Messtechnik und Qualitätsmanagement am Fachbereich Maschinenbau und Kunststofftechnik der Hochschule Darmstadt. Im November 2009 wurde Stengler zum Präsident der Hochschule Darmstadt gewählt und 2015 für eine zweite sechsjährige Amtszeit wiedergewählt.
Vom Sommer 2014 bis zum Frühjahr 2015 war er zudem kommissarisch Kanzler der Hochschule Darmstadt.
Von 2016 bis 2018 hatte Stengler den Vorsitz der Hochschulen für Angewandte Wissenschaften Hessen (HAW Hessen) (bis 2016: Konferenz hessischer Fachhochschulpräsidien (KHF)) inne.
Ralph Stengler hat über 78 Schriften veröffentlicht. Er ist Mitglied der Deutschen Gesellschaft für Qualität, im Verein Deutscher Ingenieure und der Deutschen Physikalischen Gesellschaft. Er engagiert sich als Auditor der European Organization of Quality und als Beauftragter im Beirat für Lehre an Hochschulen der Deutschen Gesellschaft für Qualität. Von der staatlichen Technischen Universität in Uljanowsk wurde ihm 2012 eine Ehrenprofessur verliehen.
Seit Anfang Januar 2020 ist Stengler für zwei Jahre Sprecher der Hochschulallianz für Angewandte Wissenschaften (HAWtech).
Er ist verheiratet und hat drei Kinder.